# تپه تازه قلعه ۲
تپه تازه قلعه ۲ مربوط به سدهٔ ۸–۶ ه.ق است و در شهرستان پیرانشهر، بخش مرکزی، دهستان منگور غربی، روستای تازه قلعه واقع شده و این اثر در تاریخ ۲۵ آبان ۱۳۸۷ با شمارهٔ ثبت ۲۳۵۳۲ به‌عنوان یکی از آثار ملی ایران به ثبت رسیده است.